# Liste der Stolpersteine in der Comarca Vallès Occidental

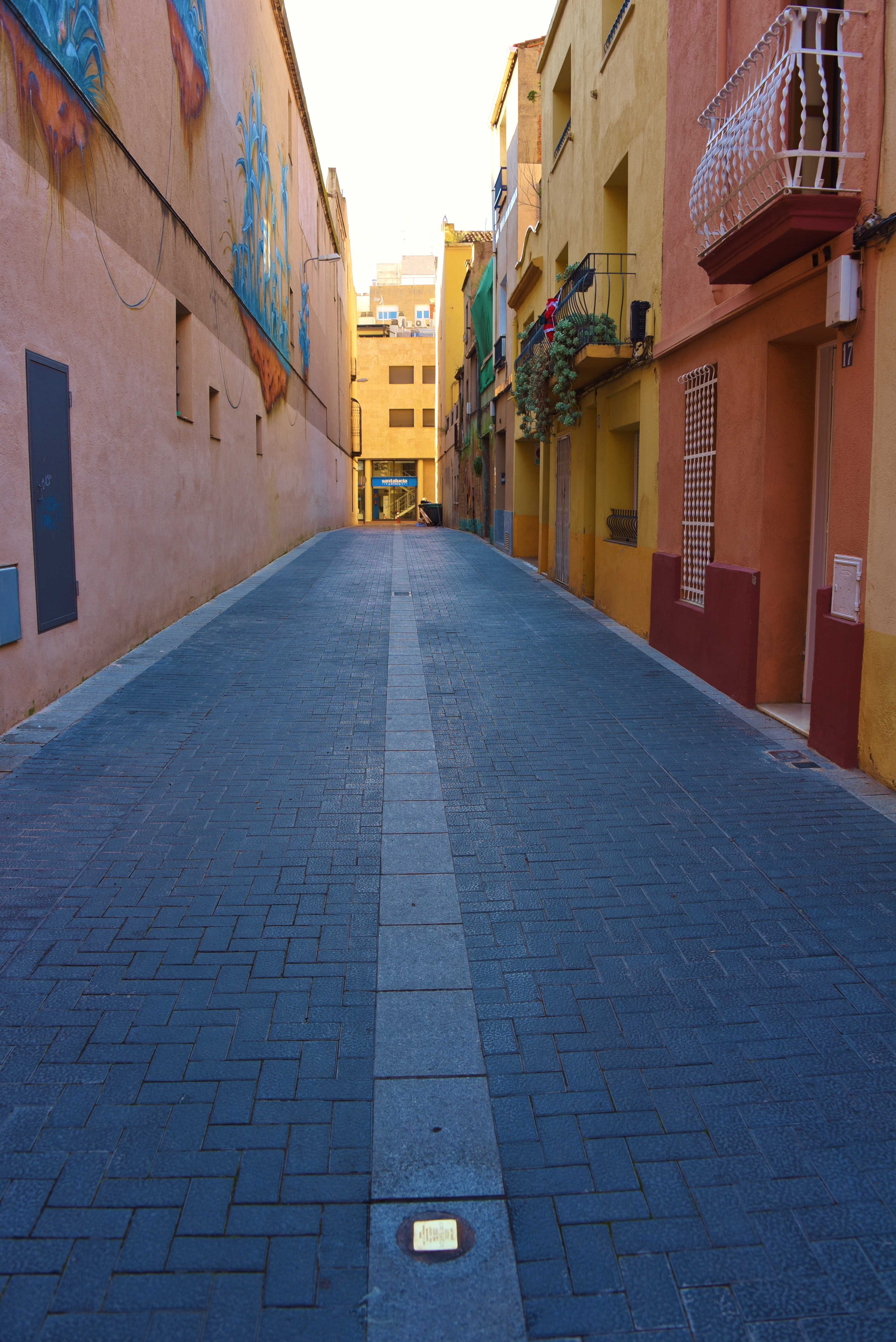
Stolperstein in Sabadell

Die Liste der Stolpersteine in der Comarca Vallès Occidental enthält die Stolpersteine der Comarca Vallès Occidental in Spanien, die vom deutschen Künstler Gunter Demnig verlegt wurden. Stolpersteine erinnern an das Schicksal der Menschen, die von den Nationalsozialisten ermordet, deportiert, vertrieben oder in den Suizid getrieben wurden. Sie liegen im Regelfall vor dem letzten selbstgewählten Wohnsitz des Opfers.
Die ersten Verlegungen in Spanien erfolgten am 9. April 2015 in Navàs und El Palà de Torroella, in der Comarca Occidental wurde der erste Stolperstein am 27. Januar 2017 in Castellar del Vallès verlegt. Die katalanische Übersetzung des Begriffes Stolpersteine lautet: pedres que fan ensopegar. Auf Spanisch werden sie piedras de la memoria (Erinnerungssteine) genannt.

## Verlegte Stolpersteine

### Castellar del Vallès
In Castellar del Vallès wurden fünf Stolpersteine verlegt.
| Stolperstein | Übersetzung | Verlegeort                              | Name, Leben |
| ------------ | --- | --------------------------------------- | --- |
|              | HIER WOHNTE FRANCESC COMELLAS LLINARES JG. 1917 EXIL 1939 VERHAFTET 22.6.1940 DEPORTIERT 1940 MAUTHAUSEN BEFREIT                 | Plaça d’El Mirador Castellar del Vallès | Francesc Comellas Llinares wurde am 9. Januar 1917 in Castellar del Vallès geboren. Er ging 1939 ins Exil nach Frankreich, wurde dort von NS-Truppen gefangen genommen und im Lager V-D in Straßburg interniert. Er kam am 13. Dezember 1940 in das Konzentrationslager Mauthausen. Seine Häftlingsnummer war 4717. Am 4. Mai 1945 entkam er bei einem Todesmarsch und traf zwei Tage später auf eine amerikanische Truppe und war damit in Sicherheit. |
|              | HIER WOHNTE ENRIC COMELLAS TAPIAS JG. 1900 EXIL 1939 VERHAFTET 24.12.1942 DEPORTIERT 1944 BUCHENWALD ERMORDET 10.4.1945          | Plaça d’El Mirador Castellar del Vallès | Enric Comellas Tàpias wurde am 7. November 1900 in Granera in Katalonien als jüngstes von fünf Kindern geboren. Er stieg nicht in das Familiengeschäft ein, sondern entschied sich für eine politische Laufbahn. 1939 ging er nach Frankreich ins Exil und wurde dort in Compiègne interniert. Am 19. Januar 1944 wurde er in das Konzentrationslager Buchenwald deportiert und erhielt die Häftlingsnummer 40576. Am 10. April 1945 wurde er auf einem Todesmarsch getötet. |
|              | HIER WOHNTE RAMON PUIGDELLOSES SASTRE JG. 1920 EXIL 1939 VERHAFTET 24.5.1941 DEPORTIERT 1941 MAUTHAUSEN ERMORDET 6.12.1941 GUSEN | Plaça d’El Mirador Castellar del Vallès | Ramón Puigdelloses Sastre' wurde am 17. März 1920 in Castellar del Vallès geboren. Er war vom Beruf Drucker und Mitglied der UGT. Nach dem Ende des Spanischen Bürgerkriegs 1939 ging er ins Exil nach Frankreich und schloss sich dort der französischen Armee an. Er wurde am 24. Mai 1941 von NS-Schergen verhaftet, kam zuerst in das Stalag XII-B in Frankenthal in der Pfalz und bekam die Häftlingsnummer 12080. Am 20. Oktober 1941 wurde er in das Konzentrationslager Mauthausen deportiert und bekam die Häftlingsnummer 5811. Von Mauthausen wurde er ins Außenlager Gusen deportiert, hier war seine Nummer die 13803. Rámon Puigdellos Sastre dort wurde am 6. Dezember 1941 vom NS-Regime ums Leben gebracht. |
|              | HIER WOHNTE JOSEP ROVIRA PRAT JG. 1906 EXIL 1939 VERHAFTET 25.1.1941 DEPORTIERT 1941 MAUTHAUSEN ERMORDET 18.11.1941 GUSEN        | Plaça d’El Mirador Castellar del Vallès | Josep Rovira Prat wurde am 14. Oktober 1906 in Santa Perpètua de Mogoda geboren. Er ging 1939 ins Exil nach Frankreich. Er wurde am 25. Januar 1941 von NS-Schergen verhaftet, war zuerst im Stalag XII-D in Trier interniert und bekam dort die Häftlingsnummer 56816. Am 20. Oktober 1941 wurde er in das Konzentrationslager Mauthausen deportiert, bekam die Häftlingsnummer 5063 und wurde am 18. November 1941 im Außenlager Gusen vom NS-Regime ermordet. |
|              | HIER WOHNTE FRANCESC VALLS LLINARES JG. 1896 EXIL 1939 VERHAFTET 30.6.1940 DEPORTIERT 1941 MAUTHAUSEN BEFREIT                    | Plaça d’El Mirador Castellar del Vallès | Francesc Valls Llinares wurde am 20. Februar 1897 in Castellar del Vallès geboren. Er ging 1939 ins Exil nach Frankreich. Er wurde von NS-Truppen verhaftet und zuerst in das Stalag XI B in Fallingbostel deportiert. Am 27. Januar 1941 wurde er in das Konzentrationslager Mauthausen deportiert. Seine Häftlingsnummer war dort 6197. Er überlebte das NS-Regime und wurde am 5. Mai 1945 befreit. |

### Ripollet
In Ripollet wurden am 23. Januar 2021 vier Stolpersteine an vier Adressen verlegt.
| Stolperstein | Inschrift | Standort                            | Name, Leben                           |
| ------------ | --- | ----------------------------------- | ------------------------------------- |
|              | HIER LEBTE TOMÁS CABALLERO VICO GEBOREN 1897 EXIL DEPORTIERT 1941 MAUTHAUSEN ERMORDET 14.9.1941 GUSEN         | Carrer de la Sagrera, 5 Ripollet    | Tomás Caballero Vico (1897–1941)      |
|              | HIER LEBTE JOSEP DATZIRA CASAMITJANA GEBOREN 1912 EXIL DEPORTIERT 1941 MAUTHAUSEN ERMORDET 2.2.1942 HARTHEIM  | Carrer Nou, 15 Ripollet             | Josep Datzira Casamitjana (1912–1942) |
|              | IN RIPOLLET LEBTE SOTERO LÓPEZ TELLO GEBOREN 1909 EXIL DEPORTIERT 1941 MAUTHAUSEN ERMORDET 28.9.1941 HARTHEIM | Carrer del Calvari, 58 Ripollet     | Sotero Lopez Tello (1909–1941)        |
|              | HIER LEBTE JUAN MONTESINOS URIBE GEBOREN 1908 EXIL DEPORTIERT 1941 MAUTHAUSEN ERMORDET 19.12.1941 GUSEN       | Carrer del General Prim, 3 Ripollet | Juan Montesinos Uribe (1908–1941)     |

### Rubí
In Rubí, der viertgrößten Stadt der Comarca, wurden elf Stolpersteine an zehn Adressen verlegt.
| Stolperstein | Inschrift | Standort                        | Name, Leben                                    |
| ------------ | --- | ------------------------------- | ---------------------------------------------- |
|              | HIER LEBTE ENRIC ARAGONÈS CAMPDERRÒS GEBOREN 1904 EXIL DEPORTIERT 1941 MAUTHAUSEN ERMORDET 7.8.1941 GUSEN       | C. Narcís Menard, 15 Rubí       | Enric Aragonès Campderròs (1904–1941)          |
|              | HIER LEBTE JOAQUIM ARAGONÈS CAMPDERRÒS GEBOREN 1900 EXIL DEPORTIERT 1941 MAUTHAUSEN BEFREIT                     | C. Narcís Menard, 15 Rubí       | Joaquim Aragonès Campderròs (1900–1992)        |
|              | HIER LEBTE FRANCESC BARTROLI CREUS GEBOREN 1911 EXIL DEPORTIERT 1940 MAUTHAUSEN ERMORDET 7.1.1942 GUSEN         | C. Sant Jaume, 16 Rubí          | Francesc Bartoli Creus (1911–1942)             |
|              | HIER LEBTE GREGORI BELTRAN JARDIEL GEBOREN 1919 EXIL DEPORTIERT 1941 MAUTHAUSEN ERMORDET 6.2.1942 GUSEN         | C. Magallanes, 33 Rubí          | Gregori Beltran Jardiel (1919–1942)            |
|              | HIER LEBTE JOAQUIM CARDONA PARERAS GEBOREN 1919 EXIL DEPORTIERT 1941 MAUTHAUSEN BEFREIT                         | C. Sant Miquel, 25 Rubí         | Joaquim Cardona Pareras (1919–1955)            |
|              | HIER LEBTE JOSÈ LÒPEZ DE LETONA ANGULO GEBOREN 1906 EXIL DEPORTIERT 1941 MAUTHAUSEN ERMORDET 28.9.1941 HARTHEIM | C. Rafael de Casanovas, 12 Rubí | José López de Letona Angulo Alcedo (1906–1941) |
|              | HIER LEBTE JESÚS MONTROIG CUARTERO GEBOREN 1904 EXIL DEPORTIERT 1940 MAUTHAUSEN ERMORDET 9.1.1942 GUSEN         | C. Pintor Murillo, 13 Rubí      | Jesús Montroig Cuartero (1904–1942)            |
|              | HIER LEBTE ANTONI ÒDENA ÒDENA GEBOREN 1905 EXIL DEPORTIERT 1941 MAUTHAUSEN BEFREIT                              | C. Terrassa, 33 Rubí            | Antoni Òdena Òdena (1905–1985)                 |
|              | HIER LEBTE ANTONI PEREÑA SALAS GEBOREN 1895 EXIL DEPORTIERT 1941 MAUTHAUSEN BEFREIT                             | C. Nou, 9 bis Rubí              | Antoni Pereña Salas (1895–1963)                |
|              | HIER LEBTE JOAQUIM RUSIÑOL FOLCH GEBOREN 1912 EXIL DEPORTIERT 1940 MAUTHAUSEN ERMORDET 27.7.1941 GUSEN          | C. Sant Pere, 5 Rubí            | Joaquim Rusiñol Folch (1912–1941)              |
|              | HIER LEBTE ANDREU VIDAL ALMIRALL GEBOREN 1912 EXIL DEPORTIERT 1941 MAUTHAUSEN ERMORDET 2.1.1942 GUSEN           | C. Sant Miquel, 13 Rubí         | Andreu Vidal Almirall (1912–1942)              |

### Sabadell
Die Stadtverwaltung von Sabadell und die Institution memorial democràtic haben anlässlich des 27. Januar 2018, des Internationalen Tag des Gedenkens an die Opfer des Holocaust, diese Verlegung der Stolpersteine veranlasst und dazu eine Broschüre mit den Namen und Lebensdaten aller Opfer der Stadt herausgegeben.
| Stolperstein | Übersetzung | Verlegeort                                         | Name, Leben                          |
| ------------ | --- | -------------------------------------------------- | ------------------------------------ |
|              | HIER WOHNTE LAUREANO ALEGRE BELMONTE GEBOREN 1900 EXIL 1939 DEPORTIERT 1940 MAUTHAUSEN ERMORDET 7.12.1941 GUSEN              | C. de Maria De Bell-lloc, 53 Sabadell              | Laureano Alegre Belmonte             |
|              | HIER WOHNTE CELESTÍ ALTARRIBA BOSOMS GEBOREN 1898 EXIL 1939 DEPORTIERT 1940 MAUTHAUSEN ERMORDET 20.7.1941 GUSEN              | C. de Galceran de Pinós, 1 (Ecke Garatge) Sabadell | Celestí Altarriba Bosoms             |
|              | HIER WOHNTE JOSEP AMORÓS MESTRES GEBOREN 1888 EXIL 1939 DEPORTIERT 1941 MAUTHAUSEN ERMORDET 4.7.1941 GUSEN                   | C. de Llobet, 39 Sabadell                          | Josep Amorós Mestres                 |
|              | HIER WOHNTE VENANCI ANGLÈS ANGLÈS GEBOREN 1912 EXIL 1939 DEPORTIERT 1940 MAUTHAUSEN ERMORDET 16.12.1941 GUSEN                | Carrer de Latorre, 20–28 Sabadell                  | Venanci Anglès Anglès                |
|              | HIER WOHNTE JAUME ARÍS ESTRADA GEBOREN 1900 EXIL 1939 DEPORTIERT 1941 MAUTHAUSEN ERMORDET 1.10.1942                          | Carrer de l'Escola Pia, 32 Sabadell                | Jaume Arís Estrada                   |
|              | HIER WURDE GEBOREN FRANCESC ARROYO MALDONADO GEBOREN 1913 EXIL DEPORTIERT 1944 NEUENGAMME BERGEN-BELSEN BEFREIT              | Carrer de Sant Pau, 73 Sabadell                    | Francesc Arroyo Maldonado (1913-)    |
|              | HIER WOHNTE RAMON BATET PLANAS GEBOREN 1909 EXIL 1939 DEPORTIERT 1940 MAUTHAUSEN ERMORDET 8.11.1941 GUSEN                    | Carrer de les Cases d’en Sangés, 5 Sabadell        | Ramon Batet Planas                   |
|              | HIER WOHNTE ESTEVE CAÑELLAS MAÑÉ GEBOREN 1906 EXIL 1939 DEPORTIERT 1940 MAUTHAUSEN ERMORDET 3.11.1941 GUSEN                  | C. de Larra, 22 Sabadell                           | Esteve Cañellas Mañé                 |
|              | HIER WOHNTE MELCIOR CAÑELLAS MAÑÉ GEBOREN 1899 EXIL 1939 DEPORTIERT 1941 MAUTHAUSEN ERMORDET 2.12.1941 GUSEN                 | Pl. de Magdalena Calonge (part alta) Sabadell      | Melcior Cañellas Mañé                |
|              | HIER WOHNTE ANDRÉS CASBAS GÜERRE GEBOREN 1913 EXIL DEPORTIERT 1942 MAUTHAUSEN BEFREIT                                        | C. des Castellar dem Vallès, 19 Sabadell           | Andrés Casbas Güerre (1913–)         |
|              | HIER WOHNTE EMILI CATALÀ LOPEZ GEBOREN 1904 EXIL 1939 DEPORTIERT 1941 MAUTHAUSEN ERMORDET 14.1.1942 GUSEN                    | C. del Jardí, 52 Sabadell                          | Emili Català López                   |
|              | HIER WOHNTE JAUME CAUSENILLAS GENE GEBOREN 1898 EXIL 1939 DEPORTIERT 1940 MAUTHAUSEN ERMORDET 8.4.1941 GUSEN                 | Pl. de Magdalena Calonge (part alta) Sabadell      | Jaume Causenillas Gené               |
|              | HIER WOHNTE JOSEP COLL SAPERAS GEBOREN 1914 EXIL 1939 DEPORTIERT 1940 MAUTHAUSEN ERMORDET 14.3.1941 GUSEN                    | C. de Riera Villaret, 65 Sabadell                  | Josep Coll Saperas                   |
|              | HIER WOHNTE JOSEP DOMÈNECH CORTADA GEBOREN 1908 EXIL 1939 DEPORTIERT 1941 MAUTHAUSEN ERMORDET 14.11.1941 GUSEN               | C. dels Comtes, 45 Sabadell                        | Josep Domènech Cortada               |
|              | HIER WOHNTE EMILI FERRANDO ROSELL GEBOREN 1900 EXIL 1939 DEPORTIERT 1941 MAUTHAUSEN ERMORDET 4.7.1941 GUSEN                  | C. del Vapor, 26 Sabadell                          | Emili Ferrando Rosell                |
|              | HIER WOHNTE ANTONI HILARIO CASANOVAS GEBOREN 1904 EXIL 1939 DEPORTIERT 1940 MAUTHAUSEN ERMORDET 8.1.1941 GUSEN               | C. de les Comèdies, 19 Sabadell                    | Antoni Hilario Planellas             |
|              | HIER WOHNTE MARIÀ LLONCH CASANOVAS GEBOREN 1898 EXIL 1939 DEPORTIERT 1941 MAUTHAUSEN ERMORDET 31.8.1941 GUSEN                | C. de les Comèdies, 19 Sabadell                    | Marià Llonch Casanovas               |
|              | HIER WOHNTE JOAQUIM LOU RIPOLLÈS GEBOREN 1906 EXIL 1939 DEPORTIERT 1940 MAUTHAUSEN ERMORDET 6.11.1941 GUSEN                  | C. de Paco Mutlló, 55 Sabadell                     | Joaquim Lou Ripollès                 |
|              | HIER WOHNTE EMILI MARQUÈS ARACIL GEBOREN 1908 EXIL 1939 DEPORTIERT 1941 MAUTHAUSEN ERMORDET 1.4.1941                         | C. de Manso, 71 Sabadell                           | Emili Marquès Aracil (1908–1941)     |
|              | HIER WOHNTE ANGELINA MASACHS BORRUEL GEBOREN 1936 EXIL GEFLÜCHTET 1939 ARGELERS-SUR-MER ERMORDET 10.6.1944 ORADOUR-SUR-GLANE | Plaça de la Creu de Barberà Sabadell               | Angelina Masachs Borruel (1936–1944) |
|              | HIER WOHNTE EMÍLIA MASACHS BORRUEL GEBOREN 1933 EXIL GEFLÜCHTET 1939 ARGELERS-SUR-MER ERMORDET 10.6.1944 ORADOUR-SUR-GLANE   | Plaça de la Creu de Barberà Sabadell               | Emilia Masachs Borruel (1933–1944)   |
|              | HIER WOHNTE RAFAEL MONLLOR BELENGUER GEBOREN 1906 EXIL 1939 DEPORTIERT 1941 MAUTHAUSEN ERMORDET 22.9.1941 HARTHEIM           | C. de Llobet, 32 Sabadell                          | Rafael Monllor Belenguer (1906–1941) |
|              | HIER WOHNTE PEDRO MONTER FERRI GEBOREN 1899 EXIL 1939 DEPORTIERT 1941 DACHAU ERMORDET 22.2.1943 AUSCHWITZ                    | C. del Papa Pius XI, 172 Sabadell                  | Pedro Monter Ferri                   |
|              | HIER WOHNTE MANUEL MULLOR CATALÀ GEBOREN 1913 EXIL 1939 DEPORTIERT 1941 MAUTHAUSEN ERMORDET 27.1.1942 GUSEN                  | Passeig de Manresa, 3 Sabadell                     | Manuel Mullor Català                 |
|              | HIER WOHNTE VALENTÍ OLIVERAS VALLS GEBOREN 1894 EXIL 1939 DEPORTIERT 1941 MAUTHAUSEN ERMORDET 3.11.1941 GUSEN                | Pl. del Vallès, 26–29 Sabadell                     | Valentí Oliveras Valls (1894–1941)   |
|              | HIER WOHNTE PAU PALLÀS ALSINA GEBOREN 1906 EXIL 1939 DEPORTIERT 1940 MAUTHAUSEN ERMORDET 11.4.1941 GUSEN                     | Av. de Barberà, 343 Sabadell                       | Pau Pallàs Alsina (1906–1941)        |
|              | HIER WOHNTE JAUME PALOMA MASAFRET GEBOREN 1917 EXIL 1939 DEPORTIERT 1941 MAUTHAUSEN ERMORDET 11.11.1941 GUSEN                | Raval de Fora, 3 Sabadell                          | Jaume Paloma Masafret (1917–1941)    |
|              | HIER WOHNTE RAMON VITALES CÁNCER GEBOREN 1920 EXIL DEPORTIERT 1941 MAUTHAUSEN SACHSENHAUSEN BEFREIT                          | Carrer de Vidal/Gran Via Sabadell                  | Ramon Vitales Cáncer (1920–)         |

### Sant Cugat del Vallès
In Sant Cugat del Vallès wurden sechs Stolpersteine verlegt.
| Stolperstein | Inschrift | Verlegeort                                         | Name, Leben                             |
| ------------ | --- | -------------------------------------------------- | --------------------------------------- |
|              | HIER LEBTE BONAVENTURA BARTRALOT AULADELL GEBOREN 1902 EXIL 1939 DEPORTIERT 1941 MAUTHAUSEN BEFREIT                | Carrer de Sant Antoni, 26 Sant Cugat del Vallès    | Bonaventura Bartralot Auladell (1902–?) |
|              | HIER LEBTE FRANCISCO CALVENTUS NAVARRO GEBOREN 1904 EXIL 1939 DEPORTIERT 1940 MAUTHAUSEN ERMORDET 31.10.1941 GUSEN | Carrer Hospital, 42 Sant Cugat del Vallès          | Francisco Calventus Navarro (1904–1941) |
|              | HIER LEBTE JOAQUÍN MOYA BRAULIO GEBOREN 1900 EXIL 1939 DEPORTIERT 1940 MAUTHAUSEN ERMORDET 15.10.1941 GUSEN        | Carrer Montserrat, 56 Sant Cugat del Vallès        | Joaquín Moya Braulio (1900–1941)        |
|              | HIER LEBTE JOSEP PUIGGRÒS PALOMA GEBOREN 1909 EXIL 1939 DEPORTIERT 1943 MAUTHAUSEN BEFREIT                         | Rambla de Ribatallada, 24–26 Sant Cugat del Vallès | Josep Puiggròs Paloma (1909–?)          |
|              | HIER LEBTE MIGUEL SÁNCHEZ GARCÍA GEBOREN 1908 EXIL 1939 DEPORTIERT 1941 MAUTHAUSEN ERMORDET 16.8.1941 HARTHEIM     | Carrer de Sant Ramon, 15 Sant Cugat del Vallès     | Miquel Sánchez García (1908–1941)       |
|              | HIER LEBTE LORENZO VILLA GIBANEL GEBOREN 1904 EXIL 1939 DEPORTIERT 1941 MAUTHAUSEN ERMORDET 14.11.1941 GUSEN       | Carrer Escaletes, 4 Sant Cugat del Vallès          | Lorenzo Villa Gibanel (1904–1941)       |

### Santa Perpètua de Mogoda
In Santa Perpètua de Mogoda wurde ein Stolperstein verlegt.
| Stolperstein | Übersetzung                                                                                           | Verlegeort                                                                      | Name, Leben                      |
| ------------ | --- | ------------------------------------------------------------------------------- | -------------------------------- |
|              | HIER LEBTE PROJECTE FORNS NINOU GEBOREN 1907 EXIL DEPORTIERT 1941 MAUTHAUSEN ERMORDET 7.11.1941 GUSEN | Passeig de la Rambla de la Florida / Camí de la Granja Santa Perpètua de Mogoda | Projecte Forns Ninou (1904–1941) |

### Terrassa
In Terrassa wurden 22 Stolpersteine verlegt.
| Stolperstein | Übersetzung | Verlegeort                                 | Name, Leben                                    |
| ------------ | --- | ------------------------------------------ | ---------------------------------------------- |
|              | HIER LEBTE JOSEP CIRERA MAYOL GEBOREN 1898 EXIL DEPORTIERT 1940 MAUTHAUSEN ERMORDET 9.7.1941 GUSEN             | Carrer de l’Infant Martí, 125 Terrassa     | Josep Cirera Mayol (1898–1941)                 |
|              | HIER LEBTE MAGÍ COSTA SANLLEHI GEBOREN 1893 EXIL DEPORTIERT 1940 MAUTHAUSEN ERMORDET 22.9.1941 GUSEN           | Carretera de Rubí, 179 Terrassa            | Magí Costa Sanllehí (1893–1941)                |
|              | HIER LEBTE ANTONIO FLORENZA JOVER GEBOREN 1904 EXIL DEPORTIERT 1941 MAUTHAUSEN BEFREIT                         | Carrer de Menéndez y Pelay, 54 Terrassa    | Antonio Florenza Jover (1904–1988)             |
|              | HIER LEBTE JOAN GARCÍA RUTÉS GEBOREN 1913 EXIL DEPORTIERT 1941 MAUTHAUSEN BEFREIT DACHAU                       | Carrer de Pi i Margall, 52 Terrassa        | Juan García Rutés (1913–)                      |
|              | HIER LEBTE JOAN GRAS PUIGMARTÍ GEBOREN 1898 EXIL DEPORTIERT 1940 MAUTHAUSEN ERMORDET 21.11.1941 GUSEN          | Carrer del Comte Borrell, 67 Terrassa      | Joan Gras Puigmartí (1898–1941)                |
|              | HIER LEBTE FÉLIX IZGQUIERDO GARCÍA GEBOREN 1907 EXIL DEPORTIERT 1940 MAUTHAUSEN ERMORDET 1.11.1941 GUSEN       | Rambleta del Pare Alegre, 67 Terrassa      | Félix Izquierdo García (1907–1941)             |
|              | HIER LEBTE JOSEP JULIÀ BRUGUERA GEBOREN 1917 EXIL DEPORTIERT 1941 MAUTHAUSEN ERMORDET 24.12.1941 GUSEN         | Carrer de la Societat, 5 Terrassa          | Josep Julià Bruguera (1917–1941)               |
|              | HIER LEBTE DIEGO LOZANO RIBERA GEBOREN 1916 EXIL DEPORTIERT 1941 MAUTHAUSEN ERMORDET 13.5.1942 GUSEN           | Carrer de Mossèn Josep Moncau, 10 Terrassa | Diego Lozano Ribera (1916–1942)                |
|              | HIER LEBTE BERNARDO ANTONIO MARTÍNEZ CASTILLO GEBOREN 1919 EXIL DEPORTIERT 1941 MAUTHAUSEN BEFREIT             | Carrer de Bartrina, 1 Terrassa             | Bernardo Antonio Martínez Castillo (1919–1999) |
|              | HIER LEBTE ÁNGEL OLIVARES GALLEGO GEBOREN 1921 DEPORTIERT 1940 MAUTHAUSEN BEFREIT                              | Carrer d’Ègara, 94 Terrassa                | Ángel Olivares Gallego (1921–1982)             |
|              | HIER LEBTE LLUÍS ONRUBIA ARQUÉ GEBOREN 1910 EXIL DEPORTIERT 1940 MAUTHAUSEN ERMORDET 16.8.1941 HARTHEIM        | Carretera de Castellar, 48 Terrassa        | Lluís Onrubia Arqué (1910–1941)                |
|              | HIER LEBTE RAMON PERE MORAGUES GEBOREN 1902 EXIL DEPORTIERT 1941 MAUTHAUSEN ERMORDET 28.9.1941 HARTHEIM        | Carrer de Galileu, 105 Terrassa            | Ramon Pere Moragues (1902–1941)                |
|              | HIER LEBTE PERE PRAT NOGUÉS GEBOREN 1904 DEPORTIERT 1942 MAUTHAUSEN BEFREIT                                    | Carrer del Pla de l’Ametllera, 2 Terrassa  | Pere Prat Nogués (1904–)                       |
|              | HIER LEBTE MARTÍ PUIG FERRER GEBOREN 1906 EXIL DEPORTIERT 1940 MAUTHAUSEN ERMORDET 5.4.1943 GUSEN              | Carrer de Bartomeu Amat, 107 Terrassa      | Josep Cirera Mayol (1906–1943)                 |
|              | HIER LEBTE GERARDO QUIROGA ANDREU GEBOREN 1907 EXIL DEPORTIERT 1941 MAUTHAUSEN ERMORDET 17.8.1942 GUSEN        | Carrer de Sant Valentí, 139 Terrassa       | Gerardo Quiroga Andreu (1907–1942)             |
|              | HIER LEBTE FRANCISCO RODRÍGUEZ MARTÍNEZ GEBOREN 1912 EXIL DEPORTIERT 1940 MAUTHAUSEN ERMORDET 4.12.1941 GUSEN  | Carrer de Santa Magdalena, 31 Terrassa     | Guillermo Rodríguez Martínez (1912–1941)       |
|              | HIER LEBTE GUILLERMO RODRÍGUEZ MARTÍNEZ GEBOREN 1915 EXIL DEPORTIERT 1940 MAUTHAUSEN ERMORDET 31.12.1941 GUSEN | Carrer de Santa Magdalena, 38 Terrassa     | Guillermo Rodríguez Martínez (1915–1941)       |
|              | HIER LEBTE JOAQUIM SALA PRAT GEBOREN 1915 EXIL DEPORTIERT 1940 MAUTHAUSEN BEFREIT                              | Passeig 22 de Juliol, 360 Terrassa         | Joaquim Sala Prat (1915–1997)                  |
|              | HIER LEBTE JUAN SÁNCHEZ MARTÍNEZ GEBOREN 1919 EXIL DEPORTIERT 1941 MAUTHAUSEN ERMORDET 9.2.1942 HARTHEIM       | Carrer de Baix, 21-23 Terrassa             | Juan Sánchez Martínez (1919–1942)              |
|              | HIER LEBTE AUGUSTÍN SAN JOSÉ CALSANZA GEBOREN 1896 EXIL DEPORTIERT 1940 MAUTHAUSEN BEFREIT                     | Carrer de Francesc Oller, 81 Terrassa      | Agustín San José Calasanz (1896–)              |
|              | HIER LEBTE JOSÉ SAURA RIBERA GEBOREN 1902 EXIL DEPORTIERT 1941 MAUTHAUSEN BEFREIT                              | Carrer de Catalunya, 105 Terrassa          | José Saura Ribera (1902–1984)                  |
|              | HIER LEBTE JOAN SERAROLS PONS GEBOREN 1910 EXIL DEPORTIERT 1940 MAUTHAUSEN ERMORDET 18.5.1941 GUSEN            | Carrer de Roger de Llúria, 22 Terrassa     | Joan Serarols Pons (1910–1941)                 |

## Verlegedaten

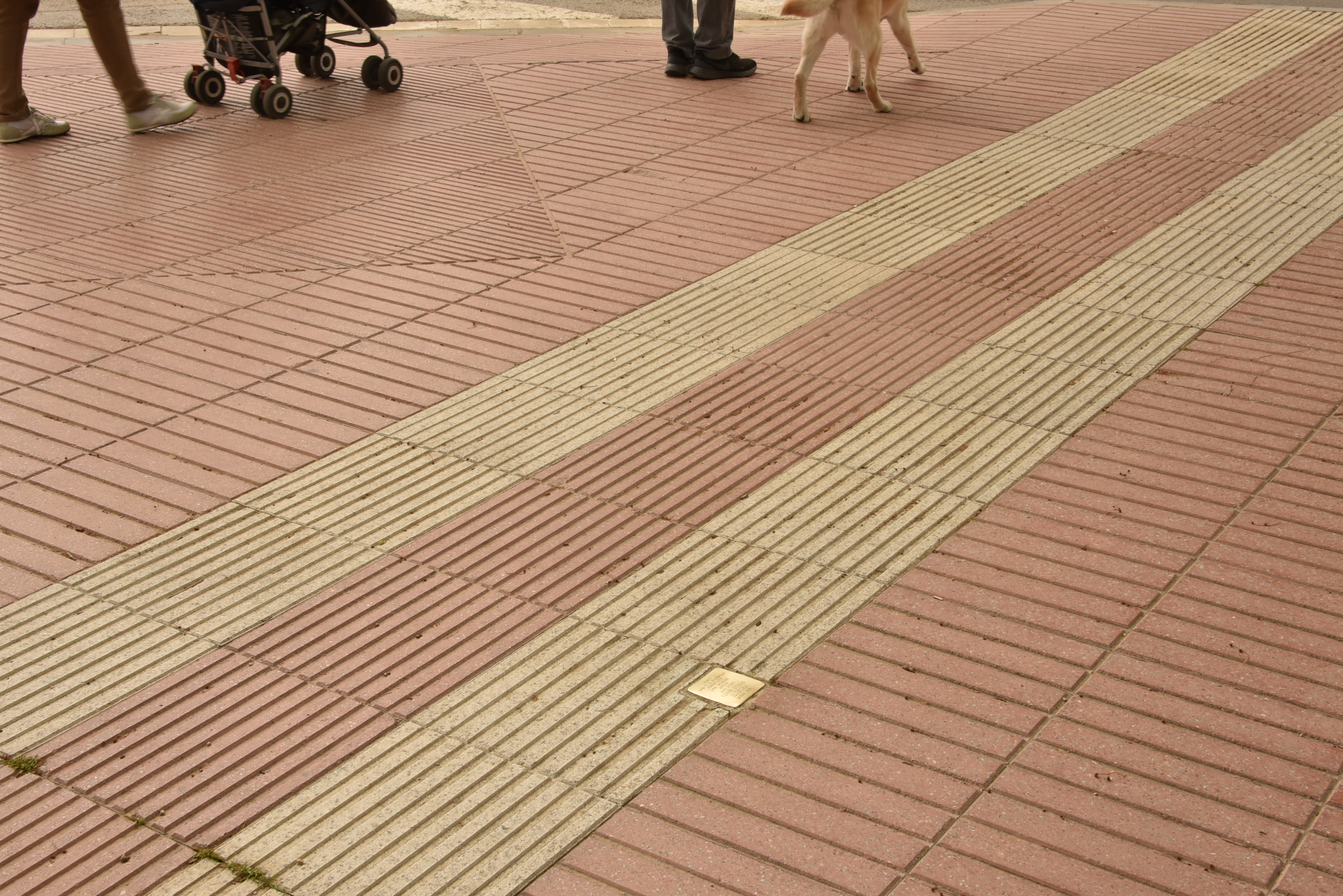
Stolperstein in Santa Perpètua de Mogoda

- 27. Januar 2017: Castellar del Vallès
- 27. Januar 2018: Sabadell
- 8. Oktober 2020: Santa Perpètua de Mogoda
- 23. Januar 2021: Ripollet
- 8. Mai 2021: Sant Cugat del Vallès